# 兹德涅克·什卡拉
兹德涅克·什卡拉（捷克語：Zdeněk Škára，1950年2月23日—2010年10月21日），捷克男子手球运动员。他曾代表捷克斯洛伐克国家队参加1972年夏季奥林匹克运动会手球比赛，获得一枚银牌。